# AniSearch
aniSearch ist eine kollaborative Datenbank mit den Kernthemen Anime, Manga und asiatischen Film- und Fernsehproduktionen inklusive den daran mitwirkenden Personen.

## Inhalt
aniSearch ist eine freie Community-Datenbank, welche diverse Informationen über Animes, Mangas sowie Film- und TV-Produktionen aus dem asiatischen Raum sammelt und ihren Nutzern, ohne verpflichtende Registrierung zur Verfügung stellt.
Neben grundlegenden Informationen wie dem Originaltitel, Alternativtitel, Erscheinungsjahr, Genre, Relationen und Inhaltsbeschreibungen findet man auch Details zur Produktion und den Synchronsprechern. Des Weiteren hält aniSearch diverse Statistiken und Meinungsbilder bereit, wie etwa aktuelle Trends sowie eine Topliste. Auch Informationen zu Veröffentlichungen von DVDs, Blu-rays und Mangas werden aufgelistet. Darüber hinaus findet man auf der Seite Informationen dazu, auf welchen Video-Portalen man legale Streams anschauen kann; z. B über Netflix, Crunchyroll oder Prime Video.
Neue Einträge oder ergänzende Informationen zu den einzelnen Einträgen können von den Benutzern nach einer vorhergehenden kostenlosen Registrierung angelegt werden. Diese werden von freiwilligen Mitarbeitern gegengeprüft und dann auf der Seite veröffentlicht.
Neben datenbankspezifischen Informationen können Besucher auch ihre Meinung in Bewertungen und Kommentaren der Community mitteilen sowie persönliche Listen verwalten.
Seit Dezember 2013 bietet aniSearch alle Inhalte in verschiedenen Sprachversionen an. So gibt es neben der deutschen auch eine englische Version. Die französische, italienische, spanische und japanische Version wurde 2021 aufgeschaltet. Die beiden letzteren folgten einige Monate später im Jahr.
Aktuell findet man auf aniSearch Informationen zu etwa 19.830 Animes, 92.518 Mangas sowie 30.717 TV- und Filmproduktionen aus dem asiatischen Raum. Von angemeldeten Benutzern wurden über 3,4 Millionen Bewertungen abgegeben.
(Stand: Mai 2025)

## Geschichte
Gegründet wurde aniSearch im Januar 2006 von Dominik Koziol. Damals nur unter der Domain aniSearch.de erreichbar, entstand die Datenbank vor dem Hintergrund, dass es bis dato ähnliche Webseiten fast ausschließlich im englischsprachigen Raum gab und diese ihre Inhalte nicht auf Deutsch anboten. Zudem fand man auf vielen dieser Portale Downloads zu illegalen Inhalten, wovon sich aniSearch von Beginn an klar distanzierte.
Am 18. November 2013 gab es das erste große Redesign, im Zuge dessen sich die Domain änderte und neben Deutsch verschiedene weitere Sprachversionen angeboten wurden. Auch der Bereich für asiatische Filme und Fernsehproduktionen kam mit der neuen Version dazu. Zuvor begrenzte sich die Datenbank rein auf Informationen zu den Themen Anime und Manga.
Anfang 2016 erfolgte ein weiteres Redesign. Neben vereinzelten Neuerungen ist aniSearch nun auch für mobile Endgeräte optimiert. Seit Juli 2018 besteht eine Partnerschaft mit dem Portal Sumikai. Im Juli 2018 wurde eine Kooperation mit Gamestop vereinbart.